# Mariscal Castilla (distrito de Concepción)
Mariscal Castilla é um distrito da província de Concepción, localizado do Departamento de Junín, Peru.

## Transporte
O distrito de Mariscal Castilla não é servido pelo sistema de estradas terrestres do Peru.